# 笹森秀雄
笹森秀雄（ささもり ひでお、1925年1月18日 - 2014年6月13日）は、日本の社会学者。学校法人吉田学園前学園長。専門分野は都市社会学、この他、医療社会学なども研究。北海道奥尻郡奥尻町出身。

## 略歴
1952年、北海道大学文学部哲学科卒業。同年、北海道大学文学部助手（指導教授：鈴木栄太郎・関清秀）。その後、北海道大学スラブ研究センター助手。1964年同教養部専任講師。1965年、北海道大学文学部助教授。1973年、旭川医科大学創立に伴い同医学部教授に就く。1990年、旭川医科大学停年退官。同名誉教授。北海道東海大学国際文化学部教授。1995年、北海道東海大学定年退職。学校法人吉田学園学園長。2007年、学校法人吉田学園退職。

## 受賞歴
- 勲三等瑞宝章（2002年）[8]
- 正四位（2014年）

## 主著
- 関清秀編『基礎社会学 : 家族・人口・地域生活の諸相』（川島書店、1976年）
- T.パーソンズほか著『都市化の社会学』（共訳、誠信書房、1978年増補版）
- 布施鉄治・三谷鉄夫と共編『地域社会と地域問題』（梓出版社、1981年）
- 『リージョナリズムと地域社会学』（梓出版社、2005年）

## 注
1. ↑  『北海道人物・人材情報リスト2004 か－と』（日外アソシエーツ編集・発行、2003年12月）960頁
2. ↑  三谷鉄夫「笹森秀雄先生を悼む」『現代社会学研究　28号』（北海道社会学会、2015年）巻頭3頁
3. ↑  上掲、三谷鉄夫「笹森秀雄先生を悼む」『現代社会学研究　28号』巻頭3頁では、その後北海道大学大学院文学研究科社会学専攻修士課程修了とあるも、笹森著『リージョナリズムと地域社会学』奥付に拠れば、大学院は出ていない。
4. ↑  「あとがき」笹森著『リージョナリズムと地域社会学』373頁
5. ↑  「教職員の異動」『北海道東海大学二十年史』（北海道東海大学、1993年3月）117頁
6. ↑  以上につき、笹森著『リージョナリズムと地域社会学』奥付参照
7. ↑  以上につき『北海道人物・人材情報リスト2011 き－な』（日外アソシエーツ編集・発行、2010年12月）920頁
8. ↑  上掲『北海道人物・人材情報リスト2004 か－と』960頁